# Алексий (Дехтерёв)
Архиепи́скоп Алекси́й (в миру Алекса́ндр Петро́вич Дехтерёв; 19 апреля (2 мая) 1889, Вильна — 19 апреля 1959, Вильнюс) — русский педагог, писатель, епископ Русской Православной церкви.

## Биография
Родился в 1889 году в Вильне. Про своё детство он на склоне жизни вспоминал:

…С самых ранних детских лет я был окружён церковным бытом, дышал церковным воздухом. Мои родители, братья, двоюродные семьи были людьми религиозными и строго церковными, что и на мне отражалось, что и меня воспитало «в ограде Церкви». Как помню, ещё трёхлетним мальчиком я вижу себя в церкви, сидящим на ступенях амвона. Чаще всего я бывал в церкви со старушкой няней, вынянчившей всех моих старших братьев и жившей у нас на покое на правах близкого человека. Это она, старенькая няня, научила меня первым молитвам; это она первая крестила меня утром и — последняя — крестила на сон грядущий; это она с великим усердием водила меня в церковь: в погоду и непогоду…

Печатает свои стихи на страницах виленской газеты «Северо-западный голос». В 1906 году издал сборник стихов «Неокрепшие крылья».
В 1908 году окончил Виленскую классическую гимназию, а в 1911 году — Морское училище в Либаве со специальностью штурмана дальнего плавания.
Работал капитаном океанического парохода «Бирма» при Русском Восточно-Азиатском Обществе. Судно совершало регулярные рейсы на русско-американских линиях, в частности плавало в Нью-Йорк. Это был большой четырёхмачтовый корабль, с четырьмя палубами. Пароход «Бирма» отличился в двух известных событиях: принял сообщение о гибели «Титаника» и пытался оказать ему помощь и доставил российскую команду на V Олимпийские игры в Швеции.
Работая на флоте, писал о морских путешествиях в журналы «Вершины» (СПб.) и «Вокруг света» (М.).
В 1913—1914 годах работал научным сотрудником Отдела статистики по обследованию флоры субтропиков Закавказья.
С началом Первой мировой войны работал в Техническом отделе 12-й армии, позднее — заведующий верфью в Риге.
В 1917 году в Области Войска Донского занимался журналистикой, сотрудничал с газетами «Приазовский край», «Воронежский телеграф», был редактором литературно-художественного журнала «Лучи солнца» (вышел один номер). При атамане Краснове начал заниматься организацией скаутского движения. Старший скаут юношеской организации «Русский скаут», издавал «Педагогическую газету» и газету «Донской скаут». О годах, проведённых на Дону, в 1949 году вспоминал:

1918 и 1919 годы я провёл на Дону. Будучи старшим скаутом Дона, организуя в городах и станицах дружины и отряды мальчиков и девочек — скаутов, я невольно был свидетелем исключительных дел, превосходящих всякое представление о возможности массового подвига, когда дети, забывая об отдыхе, играх, еде, всё свободное от учебных и домашних занятий время проводили в лазаретах, на питательных пунктах и в учреждениях, заменяя санитаров и технических служащих, так как обслуживающих людей не хватало: фронт поглощал всех, кто был здоров.
В марте 1920 был командирован в Англию и с тифом высажен в Константинополе. Стал воспитателем гимназии им. барона Врангеля в Галлиполи, преподавателем русской школы на острове Халки. Член Константинопольского комитета общества «Русский скаут».
С 1923 года проживал в Болгарии, где работал с детьми эмигрантов в качестве сотрудника Отдела школьного воспитания русских детей в Болгарии, учитель гимназии в Тырнове и Шумене. Основатель и руководитель интерната «Моя маленькая Россия».
Работая на учительской ниве, публиковал свои статьи о воспитании детей на страницах пражских журналов: «Русская школа за рубежом» и «Вестник Педагогического бюро по делам средней и низшей школы за границей». В Болгарии вышел ряд его книг: «Смерть игрушки. Рассказы» (1929), «С детьми эмиграции. 1920—1930», «Моя маленькая Россия», «SOS. Во всеоружии сердца» (1931), «Розовый дом: рассказы: 1921—1932 гг.» (1932). Публиковался в газетах «Русский голос» (Львов), «Русский народный голос» (Ужгород), «Рассвет» (Чикаго), «Русский голос» (Белград), «Молва», «Меч» (Варшава), «Православная Карпатская Русь» (Ладомирова).
Находясь в эмиграции, поддерживал переписку с иеромонахом Саввой (Струве), который проживал в Монастыре Иова Почаевского в Ладомировой. В 1934 году переехал из Болгарии в Чехословакию. При монастыре выполнял различные послушания: преподавал русский язык и математику в монастырской школе, в окрестных селах учил детей Закону Божьему, редактировал газету «Православная Русь», издававшуюся Типографским братством. По его инициативе в 1934 году в «Православной Руси» появилось приложение «Детство и юность». Новое издание ставило своей задачей христианское воспитание и сплочение русского православного юношества в эмиграции.
В апреле 1935 года в обители преподобного Иова Почаевского был пострижен в монашество с именем Алексий.
В том же году издал книгу «Писатель ангельскаго чина», посвящённую святителю Игнатию (Брянчанинову). За стихотворение «Я Русь люблю» награждён премией на конкурсе Союза русских писателей и журналистов Королевства Югославии (1935).
В апреле 1936 года переехал в Мукачево, где стал редактором официального издания Мукачево-Пряшевской православной епархии — журнала «Православный Карпаторусский вестник», сменив на этом посту иеромонаха Аверкия (Таушева). На страницах этого издания опубликовал ряд статей по вопросам развития церкви: «Пасхальные дни в Мармарошской долине», «Поездка его преосв. епископа Дамаскина по епархии», «День православия на Подкарпатской Руси», «Поездка на Мараморош» и прочие.
Интересовался историей православных монастырей на Подкарпатской Руси. В типографии «Школьная помощь» в Ужгороде печатал брошюры, посвящённые деятельности женских монастырей в Домбоках и Липчи, сотрудничал с местными и зарубежными периодическими изданиями: «Православная Русь» (Ладомирова), «Свет» (Уилкс-Барре), «Русский народный голос» (Ужгород). В 1937 году издал книгу «Русский скаут в Чехословакии».
Продолжал работу с молодёжью, был одним из организаторов съезда Союза православной молодёжи Подкарпатской Руси в Липчанском монастыре в 1938 году.
В декабре 1938 году епископом Мукачевско-Пряшевским Владимиром (Раичем) рукоположён в сан иеромонаха и назначен настоятелем православного храма-памятника русским воинам в Ужгороде. На должности священника он проводил активную миссионерскую работу, поддерживал контакты с белоэмигрантским сообществом в мире.
В сентябре 1939 года покинул Ужгород и уехал в Белград. В 1941 году стал настоятелем русского храма в честь великого князя Александра Невского в Александрии (Египет), который в то время относился к юрисдикции Русской православной церкви за рубежом. Во время визита в Египет патриарха Московского и всея Руси Алексия I 14 июня 1945 принёс покаяние и вместе с причтом и приходом перешёл в подчинение Московской патриархии.
1 ноября 1946 года возведён в сан архимандрита.
В 1947 году принял советское гражданство.
В августе 1948 года арестован местными властями по обвинению в прокоммунистической пропаганде. Находился в заключении в крепости Комель-Дик.
«Сперва меня поместили в общей камере с уголовными преступниками (убийцами, крупными торговцами гашиша, дельцами черной биржи). Я был в жару, бредил и благодаря этому слабо реагировал на все явления… Почти полтора месяца я не мог добиться ни врача, ни лекарства, хотя очень ослабел и галлюцинировал, так как осложнения от невылеченного гриппа перешли на мозг… На десятый день после ареста я был переведён в одиночную камеру, где и пробыл до 11 мая 1949 г. Моя камера представляла собой каменный продолговатый мешок (5 шагов длиной и 3 шага в ширину); высоко вверху были два очень узких окна — в решётке и в частой проволоке; стёкол не было, так что зимой холодный ветер с моря свободно гулял по камере…»
По освобождении депортирован в СССР. По возвращении в Москву назначен на должность библиотекаря Троице-Сергиевой лавры.
Публиковался на страницах «Журнала Московской патриархии». В декабре 1949 года направлен в распоряжение Чехословацкого экзархата.
30 декабря 1949 года собор православного духовенства в Пряшеве избрал его епископом.
3 февраля 1950 года в Праге состоялось наречение во епископа Прешовского.
12 февраля 1950 года в кафедральном соборе Александра Невского в Прешове состоялось его хиротония во епископа Прешовского.
Литургию и хиротонию совершили митрополит Крутицкий и Коломенский Николай (Ярушевич), экзарх, митрополит Пражский и всей Чехословакии Елевферий (Воронцов), архиепископ Львовский и Тернопольский Макарий (Оксиюк), епископ Оломоуцкий-Брненский Честмир (Крачмар). На литургии присутствовали шестнадцать священников Пряшевской епархии, официальные представители чехословацкого правительства, советского посольства в Праге и советского консульства в Братиславе, представители местных политических и административных учреждений.
В 1951 году в Пряшеве вышла книга епископа Алексея «„И мир, и безмятежие даруя…“ Вклад Православной церкви в дело мира. 1950—1951 гг.». В издании были собраны выступления епископа, произнесённые на различных собраниях, и выдержки из дневника о пребывании на пастырской работе в Африке.
Управлять Пряшевской епархией было трудно, потому что она в большинстве состояла из бывших греко-католиков. В начале 1955 года среди паствы епископа Алексея начали проявляться случаи перехода в католицизм. Обеспокоенное усилением влияния католической церкви в Словакии государственное управление по делам церкви Чехословакии обвинило епископа Алексея в бездействии и поставило перед МИД СССР вопрос о необходимости его замены другим архиереем.
Летом 1955 епископ Александр покинул Прешов и переехал в Москву.
С 22 ноябре 1955 года — епископ Виленский и Литовский.
25 июля 1957 года возведён в сан архиепископа.
На новой кафедре владыка показал себя хорошим администратором. По его ходатайству патриархия отпускала средства на ремонт храмов Литвы и на дотации духовенству. Он регулярно посещал приходы, на местах изучал их финансовое состояние. За три года деятельности в епархии было восстановлено большинство храмов.
Умер 19 апреля 1959 года и похоронен в Свято-Духовом монастыре в Вильнюсе.

## Публикации
Автор книг, главным образом для детей, о детях, духовного содержания:
- «Смерть Игрушки»
- «С детьми эмиграции»
- «Школьный год»
- «Розовый дом»
- «Моя маленькая Россия»
- «Детские игры»
- «Медвежата»
- «Лесная быль»
- «Писатель Ангельского чина»
- «Белый крин»
- «Сокровище неоцененное»
- «С Богом в путь»
- «Моисей Угрин»
- «Газдыня Анна»
- «Среда» (драматический этюд)
- «Образы прошлого» (пьеса)
- «После бури» (пьеса)

статьи
- Необычайная радость (к посещению Святейшим Алексием, Патриархом Московским и всея Руси, Русской Православной Церкви в Александрии (Египте)) // Журнал Московской Патриархии. — М., 1945. — № 10. — С. 12—13.
- Голос из Африки (к посещению Папой и Патриархом Христофором II Русской православной церковной общины в Александрии 29 января (11 февраля) 1947 года) // Журнал Московской Патриархии. — М., 1947. — № 5. — С. 44—45.
- День Святой Троицы в обители Преподобного Сергия (12 июня 1949 года) // Журнал Московской Патриархии. — М., 1949. — № 7. — С. 4—6.
- Из жизни Троице-Сергиевой Лавры // Журнал Московской Патриархии. — М., 1949. — № 9. — С. 7—10.
- Мой путь на Родину // Журнал Московской Патриархии. — М., 1949. — № 10. — С. 58—61.
- Именем Божиим… (о дятельности Рима в наши дни) // Журнал Московской Патриархии. — М., 1950. — № 1. — С. 51—52.
- Телеграмма Святейшему Патриарху Алексию [о прекращении существования Ужгородской унии] // Журнал Московской Патриархии. — М., 1950. — № 5. — С. 20.
- Православие в Словакии // Журнал Московской Патриархии. — М., 1950. — № 9. — С. 41—42.